# Desenvolvimento verde
Desenvolvimento verde é um conceito de incorporação imobiliária que considera os aspectos sociais e impactos ambientais do desenvolvimento. É definido por três subcategorias: capacidade de resposta ambiental, eficiência de recursos e sensibilidade comunitária e cultural. A capacidade de resposta ambiental respeita o valor intrínseco da natureza e minimiza os danos a um ecossistema. A eficiência de recursos refere-se ao uso de menos recursos para conservar energia e o meio ambiente. A sensibilidade comunitária e cultural reconhece os valores culturais únicos que cada comunidade abriga e os considera no desenvolvimento imobiliário, ao contrário de sinais mais perceptíveis de sustentabilidade, como energia solar (os painéis solares são visivelmente mais "verdes" do que o uso de materiais locais). O desenvolvimento verde se manifesta de várias formas, mas geralmente é baseado em multiplicadores de soluções: características de um projeto que fornecem benefícios adicionais, que acabam por reduzir os impactos ambientais dos projetos.:3–8

## História
O desenvolvimento verde surgiu como resultado do movimento ambiental na década de 1970. No setor imobiliário, o uso do termo começou em 1987 com um relatório da Comissão Mundial sobre Meio Ambiente e Desenvolvimento, intitulado "Nosso Futuro Comum". O relatório inclui 16 princípios de gestão ambiental, concebidos para promover o desenvolvimento verde. Também discute o modelo tradicional de crescimento macroeconômico e sua desconsideração pelas consequências ambientais. Seguindo esse movimento inicial, o setor imobiliário vivenciou uma relação de idas e vindas com as metodologias "verdes"; as questões ambientais muitas vezes vinham em segundo lugar atrás de fatores puramente econômicos. A preocupação ambiental incessante e a legislação que afeta o setor imobiliário começaram a surgir, ou seja, o desenvolvimento verde. No entanto, uma preocupação comum do desenvolvimento verde é que ele pode aumentar os custos do projeto e os prazos de conclusão. Portanto, tem havido uma discussão contínua sobre se as estratégias verdes podem ser sustentáveis e também economicamente estimulantes.:137 Desde então, a atenção ambiental nacional chegou até os incorporadores imobiliários e se tornou uma prioridade crescente. Hoje, os desenvolvedores devem trabalhar dentro dos parâmetros da legislação que agora considera as implicações ambientais do desenvolvimento.:134

## Legislação
Em resposta à crescente preocupação pública em relação às questões ambientais, os governos promulgaram legislação que regula vários aspectos do setor imobiliário, bem como outros setores da economia. Nos Estados Unidos, tal legislação inclui a National Environmental Policy Act (NEPA), a Clean Air Act, a Clean Water Act, a Coastal Zone Management Act, e a Comprehensive Environmental Response, Compensation, and Liability Act (CERCLA; também conhecida como "Superfund"). A NEPA, promulgado em 1970, mudou a forma como os órgãos federais tomavam decisões porque exigia que eles propusessem uma análise ambiental antes de iniciar um projeto. A Clean Air Act (1970) exige que a Agência de Proteção Ambiental dos Estados Unidos (EPA) estabeleça padrões nacionais para regulamentos de controle de poluição e ar limpo. A Clean Water Act (1972) foi projetada para minimizar a poluição em corpos naturais de água e também para garantir a qualidade da água que protege as fontes de água potável e apoia atividades recreativas, como pesca ou natação. A Coastal Zone Management Act (1972) administra os recursos costeiros do país, como os Grandes Lagos e estuários. A CERCLA é comumente referida como "Superfund" porque compreende dois fundos fiduciários que fornecem ajuda para melhorar as áreas que foram poluídas por resíduos perigosos. A Lei de Emendas e Reautorização do Superfund de 1986 permite ao governo penhorar uma propriedade que está sendo limpa. Além disso, a California Environmental Quality Act (CEQA) é a legislação mais abrangente da Califórnia em relação ao meio ambiente. Este ato se aplica a todas as decisões tomadas pelas cidades e condados da Califórnia e inclui o mandato de um estudo de impacto ambiental (EIR), para projetos públicos e privados. Posteriormente, qualquer novo empreendimento imobiliário é submetido a uma análise ambiental detalhada antes de iniciar um projeto.:133–135
California's Senate Bill (SB) 375 (2008) é outra peça de legislação que promove o desenvolvimento verde. O objetivo é atingir as metas climáticas da Califórnia por meio de padrões de desenvolvimento e uso da terra mais eficientes. Mais especificamente, o SB 375 busca reduzir as emissões de gases de efeito estufa (GEE) por meio de uma estreita coordenação entre o uso da terra e o transporte. Uma maneira de conseguir isso é por meio de medidas do lado da demanda. Essa estratégia diminuiria a demanda de dirigir e, portanto, reduziria as milhas percorridas por veículos (VMT) e, por fim, reduziria as emissões de GEE. Por exemplo, um componente de política do lado da demanda pode incluir a colocação de paradas de transporte público perto do desenvolvimento, a fim de maximizar a capacidade de caminhar.
Além disso, a lei estadual da Califórnia exige níveis mínimos de conservação de energia para todos os projetos de desenvolvimento novos e/ou existentes. O vendedor de uma casa é obrigado a incluir informações sobre retrofitting de conservação de energia e isolamento térmico no contrato de venda.:133

## Na prática

### Padrões de desenvolvimento amplos
O Senate Bill 375 demonstra uma estratégia de planejamento urbano chamada gestão do crescimento. É definido por uma estreita coordenação entre controles de uso da terra e investimento de capital e fortemente motivado por questões ambientais. É definido pela "regulação da quantidade, tempo, localização e caráter do desenvolvimento". Como o nome pode sugerir, a gestão do crescimento pode não implicar na limitação de qualquer crescimento. "Controle do crescimento" carrega a conotação de administrar ou limitar o crescimento, e "nenhum crescimento" indicaria a interrupção total do crescimento. Além disso, a Gestão do Crescimento requer a cooperação de todas essas três conotações.
Urban Growth Boundaries (UBG's) são estratégias populares de gerenciamento de crescimento. Eles são projetados para encorajar o crescimento dentro de um determinado limite e desencorajá-lo fora do limite. O objetivo da UGB é promover o desenvolvimento adensado, a fim de diminuir a expansão urbana. Essa técnica de gerenciamento de crescimento visa, em última análise, revitalizar as cidades centrais e criar espaços vibrantes e caminháveis para o desenvolvimento da comunidade.
Esses padrões de desenvolvimento agrupados são multiplicadores de soluções. Reduzir a demanda por infraestrutura pode economizar dinheiro e recursos. Esses multiplicadores podem aumentar a capacidade de caminhar, o que promove a interação social e a união da comunidade.:5

### Construção inteligente
Nos EUA, os edifícios comerciais e residenciais são os maiores consumidores de eletricidade e os sistemas HVAC compreendem uma grande parte desse uso. De fato, o Departamento de Energia dos EUA projeta que 70% da eletricidade usada nos EUA é de edifícios. Métodos de construção inteligente, como sistemas de detecção de ocupação, redes de sensores sem fio e sistemas de controle HVAC, visam o uso de energia mais eficiente. Uma equipe de pesquisadores da Universidade de San Diego projeta que seus sistemas inteligentes de automação predial economizarão de 10 a 15% na energia predial.

## Estudos

### Pasadena
A cidade de Pasadena, na Califórnia, adotou em meados de 2016 um plano geral baseado em sete princípios orientadores: necessidades da comunidade e qualidade de vida, preservação do caráter histórico de Pasadena, vitalidade econômica, comunidade familiar saudável, ausência de automóveis, promoção como centro cultural, científico, corporativo, de entretenimento e educação da região e participação da comunidade.
Este projeto incluiu preocupação ambiental e considerações sociais no processo de construção. O Holly Street Village Apartments aborda vários dos princípios descritos no plano geral de Pasadena. Ele incorpora um desenvolvimento de uso misto com um centro de varejo no andar térreo, incluindo uma delicatessen, uma loja de conveniência e uma galeria de arte. Além disso, o Holly Street Village Apartments está localizado perto de uma estação de trem leve. O objetivo dessas estratégias é reduzir a demanda por automóveis e facilitar o uso do transporte público pelas pessoas.:80

### Inn of the Anasazi
A Zimmer Associates International, uma empresa de desenvolvimento imobiliário, concluiu o Inn of the Anasazi em Santa Fé, Novo México em 1991. Robert Zimmer, cofundador, e seus sócios, Steve Conger e Michael Fuller, estabeleceram uma meta para construir um edifício que "apresentaria tecnologias de economia de energia e recursos, fortaleceria a comunidade local, ofereceria elegância de primeira classe e recompensaria financeiramente seus participantes".:3 O design interior do hotel respeita os antigos índios Anasazi, incluindo mobiliário artesanal local, tapetes feitos à mão e arte de parede nativa estadunidense, hispânica e cowboy. O uso de adobe no exterior do hotel inclui o estilo pueblo histórico. Além disso, Zimmer e seus parceiros reaproveitaram um prédio de estrutura de aço que havia sido usado anteriormente na década de 1960 como um centro de detenção juvenil, em vez de iniciar o projeto desde o início. Outras características "verdes" deste hotel de Santa Fé são as claraboias, a iluminação eficiente em termos de energia e os acessórios que economizam água. Além disso, o Inn of the Anasazi estimula a economia regional comprando alimentos orgânicos cultivados localmente de agricultores hispânicos. Por fim, o local incentiva que os funcionários participem de organizações locais sem fins lucrativos e eventos que patrocinam diversas culturas locais. A Pousada dos Anasazi integra "objetivos sociais e ambientais com considerações financeiras...":4

### Taipei 101
Taipei 101, estilizado como TAIPEI 101, é um arranha-céu de 508 m de altura localizado em Taipé, Taiwan que recebeu a certificação LEED (Liderança em Energia e Design Ambiental) do U.S. Green Building Council com a maior pontuação da história. Neste projeto, "TAIPEI" é um acrônimo para "tecnologia", "arte", "inovação", "pessoas", "meio ambiente" (environment) e "identidade". O Dr. Hubert Keiber, CEO da Siemens Building Automation em Taipé, enfatiza a eficiência energética com base no fato de que a energia é a maior despesa individual para edifícios comerciais. Desde 2011, o Taipei 101 tornou-se o arranha-céu  mais ambientalmente responsável do mundo, reduzindo o uso de água, uso de energia e emissões de carbono em 10%.

### Boulder
O gerenciamento/limitação do crescimento (discutido anteriormente) se manifesta em Boulder, Colorado. A cidade de Boulder restringe fortemente o desenvolvimento habitacional, limitando as licenças habitacionais a 400 por ano, o que representa 1% do estoque total de moradias da cidade. Além disso, a cidade comprou terrenos fora dos limites da cidade, designados para espaços abertos verdes permanentes. Esse limite de 400 unidades prejudica seriamente o crescimento populacional da cidade. Esta escassez de habitação tem várias repercussões. Primeiro, aumenta os preços da habitação. Além disso, como Boulder restringe o desenvolvimento habitacional mais do que o desenvolvimento comercial, o número de trabalhadores disponíveis em Boulder cresce mais rápido do que o estoque de moradias. Isso resulta em muitos trabalhadores que viajam de fora dos limites da cidade.

## Controvérsia
Uma crítica comum ao desenvolvimento verde é que ele afeta negativamente a maneira como os incorporadores imobiliários fazem negócios, pois pode aumentar o custo e criar atrasos.:137 Por exemplo, obter a certificação LEED pode contribuir para custos adicionais. Isso inclui taxas adicionais de projeto e construção de edifícios, taxas de design de interiores e construção, taxas de operação e manutenção de edifícios, taxas de desenvolvimento de bairro, taxas residenciais e de campus e taxas de programas de volume.
Além disso, o desenvolvimento verde tem sido criticado em um nível residencial. Residências de alto desempenho comprovadamente economizam energia a longo prazo, mas aumentam rapidamente os custos iniciais de capital, por meio de aquecedores de água sem tanque, barreiras radiantes e sistemas de isolamento reflexivo e sistemas de ar condicionado de alta eficiência. Além disso, os desenvolvedores muitas vezes são incapazes de desenvolver em certas porções de terra devido à conservação da servidão administrativa. Essas servidões são compradas por governos ou organizações não-governamentais, a fim de "preservar a terra em sua condição natural, paisagística, agrícola, histórica, florestal ou de espaço aberto".:132